# Mosta FC
Mosta FC is een in 1935 opgerichte voetbalclub uit Mosta, Malta. De club speelt zijn thuiswedstrijden in het Charles Abela Memorial Stadium.
De club speelde in 1974/75, 1987/88, 2002/03 en 2005/06 in de Premier League maar degradeerde steeds direct weer. In 2011 promoveerde de club weer naar de Premier League.

## Mosta FC in Europa
#Q = #kwalificatieronde, #R = #ronde, T/U = Thuis/Uit, W = Wedstrijd, PUC = punten UEFA coëfficiënten .
Uitslagen vanuit gezichtspunt Mosta FC
| Seizoen                                                    | Competitie        | Ronde | Land               | Club           | Totaalscore | 1e W    | 2e W    | PUC |
| ---------------------------------------------------------- | ----------------- | ----- | ------------------ | -------------- | ----------- | ------- | ------- | --- |
| 2021/22                                                    | Conference League | 1Q    | Vlag van Slowakije | Spartak Trnava | 3-4         | 3-2 (T) | 0-2 (U) | 1.0 |
| Totaal aantal behaalde punten voor UEFA coëfficiënten: 1.0 |                   |       |                    |                |             |         |         |     |

Zie ook
- Deelnemers UEFA-toernooien Malta
- Ranglijst van alle clubs die in de diverse Europa Cups zijn uitgekomen